# Julio Bagué
Julio Bagué (San Juan, 17 de enero de 1968) es productor, arreglista, músico y ejecutivo musical.

## Carrera
Bagué ha recibido múltiples nominaciones a los premios Grammy Latinos, ganando en la categoría de mejor álbum tropical tradicional por su trabajo con Jon Secada y la Charlie Sepúlveda Big Band en el disco A Beny Moré with Love, y por mejor álbum folclórico por su labor en el disco Tiempo al Tiempo del C4 Trio.
También es conocido por firmar, desarrollar y promocionar artistas de música latina a nivel internacional en su calidad de directivo de la compañía Peermusic. Lleva casi dos décadas en esta editorial musical independiente.

## Discografía seleccionada
| Año  | Artista                                                                                 | Título                                              | Discográfica                              | Papel                          |
| ---- | --------------------------------------------------------------------------------------- | --------------------------------------------------- | ----------------------------------------- | ------------------------------ |
| 2018 | Manu Manzo                                                                              | Intermedio                                          | Peer Southern Productions                 | Productor, arreglista          |
| 2018 | Marger                                                                                  | Sola                                                | Sony Music Latin                          | Productor                      |
| 2018 | Marger                                                                                  | Baby, Baby                                          | Sony Music Latin                          | Productor                      |
| 2018 | Charlie Sepúlveda Big Band & The Turnaround                                             | Songs for Nat                                       | High Note Records                         | Productor                      |
| 2018 | Jorge Luis Chacín                                                                       | Contento                                            | DNR Music, Inc.                           | Productor, arreglista          |
| 2017 | Néstor Torres                                                                           | Del Caribe, Soy! Latin American Flute Music         | Naxos                                     | Productor, productor ejecutivo |
| 2017 | Jon Secada,Charlie Sepúlveda & The Turnaround                                           | To Beny Moré with Love                              | Peer Southern Productions, BMG Soundstage | Productor, productor ejecutivo |
| 2017 | Charlie Sepúlveda Big Band & The Turnaround                                             | Mr. EP: A Tribute to Eddie Palmieri                 | Highnote Records                          | Productor                      |
| 2017 | Varios artistas                                                                         | The Roots of Popular Music: The Ralph S. Peer Story | Sony Music                                | Productor                      |
| 2017 | Kerreke                                                                                 | Kerreke                                             | Kerreke Music                             | Productor, arreglista          |
| 2017 | MDO                                                                                     | MDO                                                 | Sony International                        | Arreglista, ingeniero          |
| 2013 | Varios artistas                                                                         | The Golden Age of Cuba: La Era Dorada               | Sony Music                                | Productor                      |
| 2013 | Rafael Dávila, Elaine Ortíz-Arándes, Roselín Pabón & The Puerto Rico Symphony Orchestra | Cofresí                                             | Peer Southern Productions                 | Productor, productor ejecutivo |
| 2012 | Tito Puente                                                                             | Quatro: The Definitive Collection                   | Sony Music                                | Autor                          |
| 2011 | ChocQuibTown                                                                            | Eso Es Lo Que Hay                                   | Peer Southern Productions, Sony Music     | Productor, productor ejecutivo |
| 2010 | Melina León                                                                             | Dos Caras                                           | Peer Southern Productions                 | Productor, arreglista          |
| 2010 | Carolina La O                                                                           | En Vivo                                             | Peer Southern Productions                 | Productor, productor ejecutivo |
| 2009 | Carolina La O y Los Gemelos                                                             | Reencuentro Con los Gemelos                         | Peer Southern Productions                 | Productor, productor ejecutivo |
| 2007 | Melina León                                                                             | Vas a Pagar y Sus Exitos                            | Sony Music Distribution                   | Productor ejecutivo            |
| 2004 | Bachá                                                                                   | Bachá                                               | Sony Music Distribution                   | Productor, arreglista          |
| 2001 | Bagué                                                                                   | Caribbean Dream                                     | Alcione Music                             | Artista, productor             |
| 1999 | Bagué                                                                                   | Origin                                              | Alcione Music                             | Artista                        |